# Sturmgeschütz-Brigade 228
De Sturmgeschütz-Abteilung 228 / Sturmgeschütz-Brigade 228 / Heeres-Sturmgeschütz-Brigade 228 was tijdens de Tweede Wereldoorlog een Duitse Sturmgeschütz-eenheid van de Wehrmacht ter grootte van een afdeling, uitgerust met gemechaniseerd geschut. Deze eenheid was een zogenaamde Heerestruppe, d.w.z. niet direct toegewezen aan een divisie, maar ressorterend onder een hoger commando, zoals een legerkorps of leger.
Deze Sturmgeschütz-eenheid kwam in actie aan het oostfront gedurende zijn hele bestaan, grotendeels in de zuidelijke sector.

## Krijgsgeschiedenis

### Sturmgeschütz-Abteilung 228
Sturmgeschütz-Abteilung 228 werd opgericht in Luckenwalde/Treuenbrietzen op 10 november 1942. Eigenlijk was het de bedoeling dat deze Abteilung naar Noord-Afrika gestuurd zou worden, maar werd toch naar het zuidelijk oostfront gestuurd wegens de crisis daar en werd uitgeladen op station Salsk. De Abteilung werd nog ingezet in de eindfase van Operatie Wintergewitter. Daarna volgde de terugtocht richting Charkov en deelname aan de herovering van deze stad. Tijdens de Slag om Koersk maakte de Abteilung deel uit van het 3e Pantserkorps. Na afloop van deze slag volgde een terugtocht naar de Dnjepr via Belgorod, Poltava naar Krementsjoek en later inzet rond Kirovograd.
Op 14 februari 1944 werd de Abteilung in omgedoopt in Sturmgeschütz-Brigade 228.

### Sturmgeschütz-Brigade 228
De omdoping in Sturmgeschütz-Brigade betekende echter geen organisatorische verandering, de samenstelling bleef gelijk. Hierna volgde een terugtocht richting Moldavië, waar de brigade in april 1944 weer tot rust kwam en rond Iași gelegerd was.
Op 10 juni 1944 werd de brigade omgedoopt in Heeres-Sturmgeschütz-Brigade 228.

### Heeres-Sturmgeschütz-Brigade 228
Ook nu betekende de omdoping geen organisatorische verandering, de samenstelling bleef opnieuw gelijk. Bij Iași kwam de brigade in actie in augustus tijdens het Sovjet Iași-Chisinau-offensief. Medio september werd de brigade opgefrist De brigade kwam later in actie tijdens de zware gevechten rond Debrecen in oktober 1944. Eind december 1944 bevond de brigade zich in noordelijk Hongarije en kon zich een paar maanden in dit gebied staande houden. In maart en april 1945 ging het dan onder druk van de Sovjettroepen terug richting het noordwesten, door Tsjechië, richting Brno.

### Einde
De Sturmgeschütz-Brigade 228 capituleerde op 7 mei 1945 noordelijk van Brno.

## Samenstelling
- Staf
- 1e Batterij
- 2e Batterij
- 3e Batterij

## Commandanten
| Rang                               | Naam                    | Begin            | Eind               |
| ---------------------------------- | ----------------------- | ---------------- | ------------------ |
| Hauptmann Major vanaf 1 maart 1943 | Wilhelm von Malachowski | 30 november 1942 | 1943 of april 1944 |
| ?                                  | Friedrich Moraw         | april 1944       | 1944               |
| Hauptmann                          | Rudolf Knüppel          | mei 1944         | 1944               |
| Hauptmann                          | Kurt Teschke            | 1 juli 1944      |                    |

Major von Malachowski raakte op 9 maart 1943 ernstig gewond en een arm moest geamputeerd worden.